# Highland Heights
|  | Per a altres significats, vegeu «Highland Heights (Ohio)». |

Highland Heights és una població dels Estats Units a l'estat de Kentucky. Segons el cens del 2000 tenia 6.554 habitants.

## Demografia
Segons el cens del 2000, Highland Heights tenia 6.554 habitants, 2.688 habitatges, i 1.524 famílies. La densitat de població era de 1.114,8 habitants/km².
Dels 2.688 habitatges en un 24% hi vivien nens de menys de 18 anys, en un 42,7% hi vivien parelles casades, en un 11% dones solteres, i en un 43,3% no eren unitats familiars. En el 35,8% dels habitatges hi vivien persones soles el 12,9% de les quals corresponia a persones de 65 anys o més que vivien soles. El nombre mitjà de persones vivint en cada habitatge era de 2,16 i el nombre mitjà de persones que vivien en cada família era de 2,84.
Per edats la població es repartia de la següent manera: un 18,2% tenia menys de 18 anys, un 17,5% entre 18 i 24, un 27,2% entre 25 i 44, un 18,7% de 45 a 60 i un 18,4% 65 anys o més.
L'edat mediana era de 34 anys. Per cada 100 dones de 18 o més anys hi havia 79,4 homes.
La renda mediana per habitatge era de 40.784 $ i la renda mediana per família de 48.090 $. Els homes tenien una renda mediana de 38.314 $ mentre que les dones 29.038 $. La renda per capita de la població era de 19.651 $. Entorn del 5% de les famílies i el 8,9% de la població estaven per davall del llindar de pobresa.

## Poblacions properes
El següent diagrama mostra les poblacions més properes.